# Sagomuseet

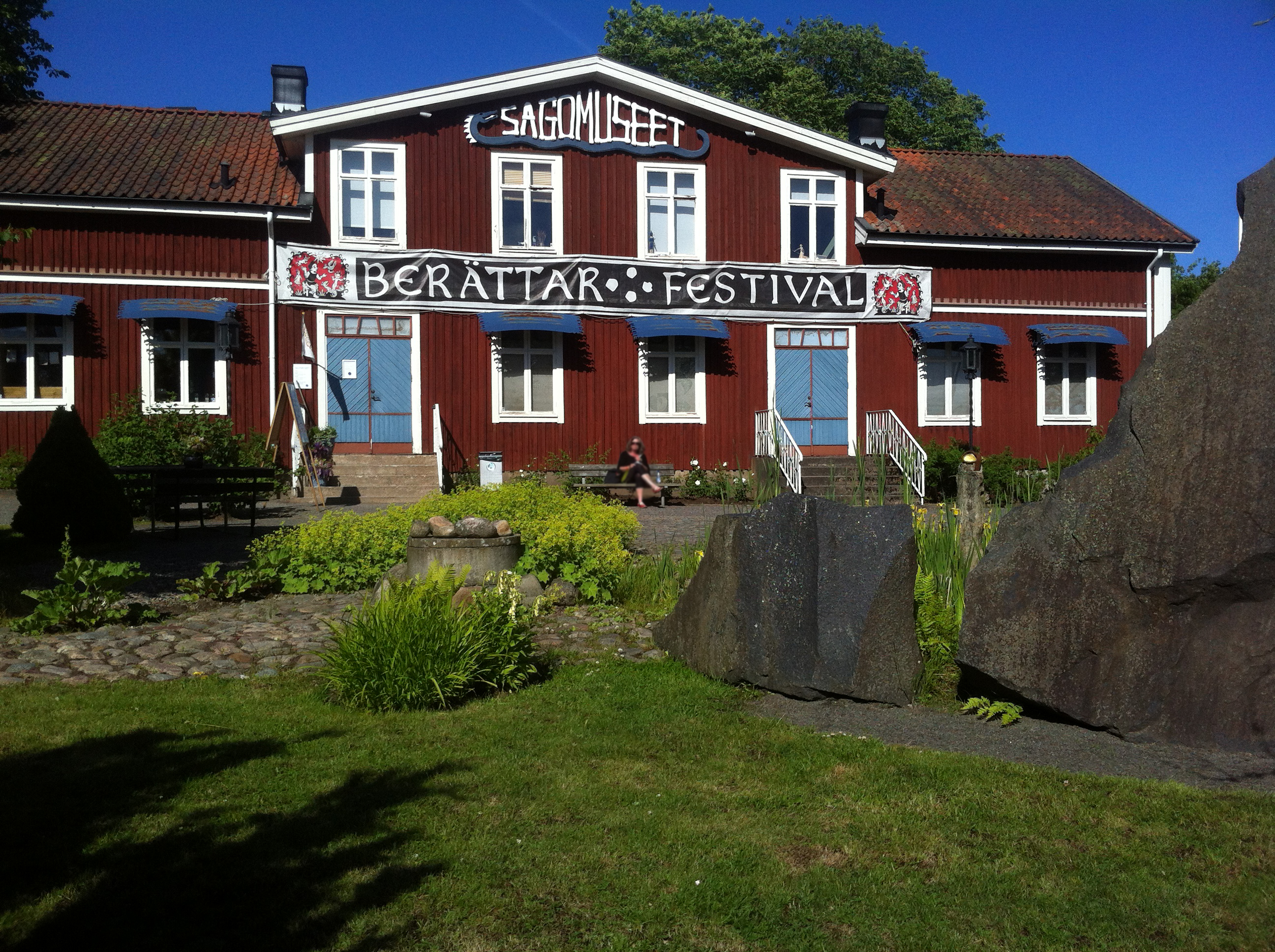
Sagomuseet i Ljungby

Sagomuseet är ett museum i Ljungby i Småland för muntligt berättande, sagor och sägner. 
Museet ingår i den så kallade Sagobygden (ungefär området mellan Ljungby, Älmhult och Alvesta) och invigdes 1999. Verksamheten drivs av Unesco-ackrediterade rådgivare i Berättarnätet Kronoberg, en ideell förening för värnande av det muntliga berättandet och att den uråldriga muntliga berättartraditionen förs vidare, med särskilt fokus på Sagobygden.
Utöver en mängd lokala och internationella arrangemang arrangeras sedan 1990 årligen också Ljungby berättarfestival, där berättare från hela världen medverkar.